# 2980 Cameron
2980 Cameron је астероид главног астероидног појаса са средњом удаљеношћу од Сунца која износи 2,568 астрономских јединица (АЈ).
Апсолутна магнитуда астероида је 13,2.